# Sunbury (circonscription provinciale, 1785-1973)
Pour les articles homonymes, voir Sunbury.
Ne doit pas être confondu avec Sunbury (circonscription fédérale).
Sunbury est une des huit circonscriptions électorales provinciales originelles du Nouveau-Brunswick, correspondant au territoire du comté de Sunbury. La circonscription a été créée en 1785 et abolie en 1973. Comme il s'agissait d'un scrutin plurinominal majoritaire, deux candidats pouvaient être élus à la même élection.